# الخطة الوطنية لحماية البنية التحتية
الخطة الوطنية لحماية البنية التحتية (بالإنجليزية: National Infrastructure Protection Plan)‏، اختصاراً NIPP، هي وثيقة أمريكية دعا إليها التوجيه الرئاسي رقم 7 للأمن الداخلي، والتي تهدف إلى توحيد جهود حماية البنية التحتية الحيوية والموارد الأساسية (CIKR) في جميع أنحاء البلاد. تم إصدار أحدث نسخة من الخطة في عام 2013  تتمثل أهداف الخطة في حماية البنية التحتية الحيوية والموارد الرئيسية وضمان المرونة. يعتبر بشكل عام غير عملي وليس خطة فعلية يتم تنفيذها في حالات الطوارئ، لكنها مفيدة كآلية لتطوير التنسيق بين الحكومة والقطاع الخاص. تعتمد الخطة على النموذج الموضح في توجيه القرار الرئاسي-63 لعام 1998، والذي حدد القطاعات الحيوية للاقتصاد وكلف الوكالات الحكومية ذات الصلة بالعمل معهم على تبادل المعلومات وتعزيز الاستجابات للهجمات.
تم تصميم الخطة الوطنية لحماية البنية التحتية لإنشاء شراكات بين مجالس التنسيق الحكومية (GCC) من القطاع العام ومجالس تنسيق القطاع (SCC) من القطاع الخاص للقطاعات الثمانية عشر التي حددتها وزارة الأمن الوطني.

## الوكالات القطاعية المحددة
- وزارة الزراعة الأمريكية
- وزارة الدفاع الأمريكية
- وزارة الطاقة الأمريكية
- وزارة الصحة والخدمات البشرية (الولايات المتحدة)
- وزارة الداخلية الأمريكية
- وزارة الخزانة الأمريكية
- وكالة حماية البيئة الأمريكية
- الادارات التابعة لوزارة الأمن الداخلي الأمريكية
  - وكالة الأمن السيبراني وأمن البنية التحتية
  - إدارة أمن النقل الأمريكية
  - حرس السواحل الأمريكي
  - وكالة إنفاذ قوانين الهجرة والجمارك بالولايات المتحدة
  - خدمة الحماية الفيدرالية

## مجالس التنسيق القطاعية
- الزراعة والغذاء
- قاعدة الدفاع الصناعي
- طاقة
- الصحة العامة والرعاية الصحية
- الخدمات المالية
- أنظمة المياه والمياه العادمة
- المواد الكيميائية
- المنشآت التجارية
- السدود
- خدمات الطوارئ
- المفاعلات النووية والمواد والنفايات
- تكنولوجيا المعلومات
- مجال الاتصالات
- البريد والشحن
- أنظمة النقل
- التسهيلات الحكومية